# Ікона Матері Божої Теребовлянської
Ікона Матері Божої Теребовлянської (Матері Божої Милостивого Захисту) — Одигітрія, одна з найстаріших «плачучих ікон» України. Походить із Підгорянського монастиря поблизу Теребовлі. Зберігається в архікатедральному соборі Святого Юра у Львові.

## Історія

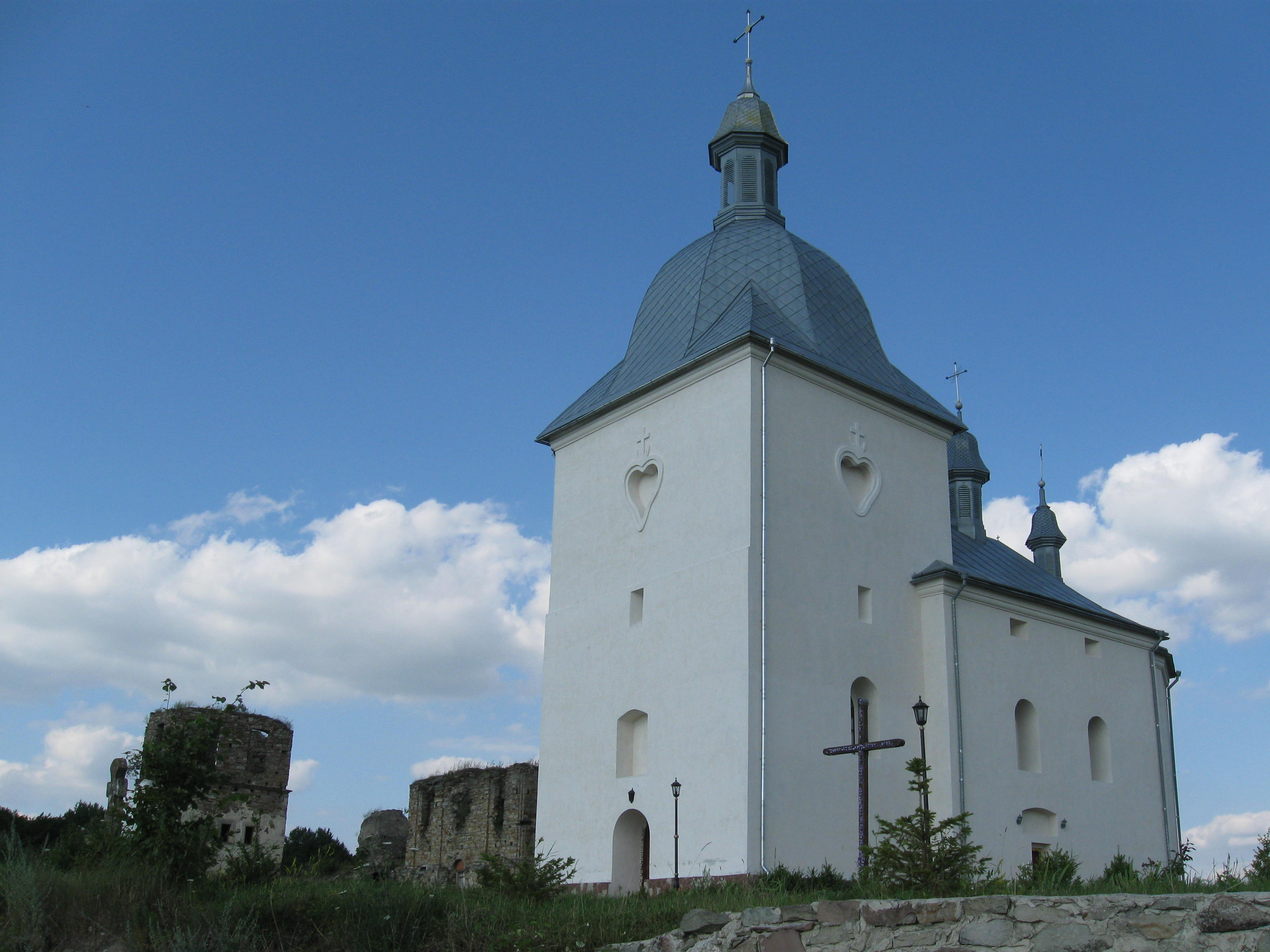
Відремонтована Святопреображенська церква Підгорянського монастиря

### Походження Ікони Матері Божої Теребовлянської
Ікона Матері Божої Теребовлянської з давніх часів належала родині Римбалів, яка з покоління в покоління успадковувала священичий сан у Теребовлі. Перші історичні повідомлення саме про цю ікону Божої Матері свідчать, що вона спочатку знаходилася в церкві св. Миколая, парохом якої був Григорій Римбала. Надалі ікона Пресвятої Богородиці знаходилася в Святопреображенській церкві Підгорянського монастиря оо. Василіян.

### Чуда
Перша згадка про ікону датується 1663 роком і вказує, що вперше: «…Образ Пречистої Діви плакав у четверговий день перед українським Великоднем…» Знову, вдруге ця ікона Пречистої Діви Марії «… ревно плакала змінившись» в суботу перед Великоднем. Очевидцями цього чуда Теребовлянської ікони Божої Матері була козацька сотня із сотником Іваном Суловським, багато людей — духовенство, шляхта, міщани, які під присягою засвідчили про це.
|  | У церкві образ Марії в 1663 р. плакав, свідченням цього: Я, що нижче підписався, сотник Іван Суловський, разом зі своєю сотнею стоячи табором, для забезпечення узгодженості військ, в Теребовлі за наказом п. Яна Самуеля Свідерського, командуючого військами Його Кор. Величності, засвідчую повідомлення ченця Митрофана Попіла з теребовлянського монастиря св. Спаса, що образ Пречистої Діви плакав у четвер перед українським Великоднем на Богослужінні як перед православними так і католиками. Це Боже об'явлення ми бачили, все це діялось на правду. В суботу ми, знову, пішли на Службу Божу і бачили на власні очі, що цей образ Пречистої Діви рясно плакав, змінившись, про що ми bona lide et conscientia (лат.) свідчимо, що було так, а не інакше, що власноручно підписую разом з моєю сотнею. Сталось це в похі́дному таборі під с. Голосків. Прокоп Янчинський намісник, Самуель Мольчан, Василій Поповський, Миколай Станіславський, Прокоп Холинський, Лукаш Свідерський, Микола Зелінський, Томаш Семігновський, Франц Форенсбах, Андрій Гайовський, Павло Льойовський, Іван Беньковський, Павло Одицький, Іван Шавранський, Прокоп Буцен, Василій Терлецький oceulati testes. Ян Ілюшовський, Ян Мовчан. (укр.)Оригінальний текст (пол.) W cerkwi obraz Maryi w r. 1663 płakał, według świadectwa tego: Ja niżej podpisany ze wszystką kompanią roty kozackiej p. Jana Sułowskiego rotmistrza Jego Kryl. Mości stojąc na konsystencyi w Trębowli za asygnacyą p. Jana Samuela Swiderskiego, marszałka wojsk JegoKryl. Mości, za wiadomością czerńca na imię Mitrofana Popiła monastyru trębowelskiego św. Spasa, iż obraz Panny Przenajświętszej płakał w dzień czwartkowy przed Wielkanocą ruską, gdzio na nabożeństwo poszedłszy tak religii ruskiej, jako i religii katolickiej, widzieliśmy to objawienie boskie, że to była prawdziwa rzecz nieodmienna. Znowu powtyre w sobotni dzień poszliśmy dla nabożeństwa i widzieliśmy na swoje oczy, że ten obraz Panny Najśw. rzewnie płakał, zmieniwszy się, co my bona lide et conscientia zeznawszy, że tak, a nie inaczej było i tę moje atestacyą z podpisem rąk wszystkiej kompanii daję, na co dla lepszej wiary ręką się swoją podpisuję z podpisem rąk braterskich. Działo się w obozie pod Hołoskowem. Prokop Janczycki namiestnik, Samuel Mołczan, Bazyli Popowski, Mikołaj Stanisławski, Prokop Hołyński, Łukasz Świderski, Mikołaj Zieliński, Tomasz Siemiginowski, Franciszek Ferensbach, Jędrzej Gajowski, Paweł Łojowski, Jan Bieńkowski, Paweł Odycki, Jan Szawrański, Prokop Bucen, Bazyli Terlecki oceulati testes. Jan Iliuszowski, Jan Mołczan. |

У 1651 р. за посередництвом молитви до Теребовлянської чудотворної ікони Пресвятої Богородиці жителі краю оборонили теребовлянський замок від турків і татар.
6 жовтня 1673 року під час облоги Теребовлянського замку турки, після 14-денної облоги, намагалися підірвати замкові мури за допомогою великої кількості вибухівки. Бачачи задум ворога, не маючи надії на військову допомогу ззовні, несучи великі втрати, захисники замку звертаються з молитвами до Пресвятої Богородиці, з вірою благаючи в Небесної Заступниці порятунку. Після вибуху, не завдавши шкоди замковим мурам, вибухова хвиля величезної сили вдарила по турецьких військах, внаслідок чого вони зазнали дуже великих втрат. У момент вибуху, за свідченням очевидців, на мурах замку вони бачили в сліпучо–білій одежі Пречисту Діву Марію.
У 1704 р., під час облоги Львова шведами, внаслідок ревних молитов городян до Богородиці перед Теребовлянською іконою, Пречиста Діва врятувала місто від розорення шведськими військами. Міський хроніст писав:
|  | ...Мати Божа в тій іконі розплакалася, і своїми сльозами спонукала шведського генерала Штембока зректися величезної контрибуції з львів'ян, надалі її не домагатися і залишити місто в спокою |

## Реставрація

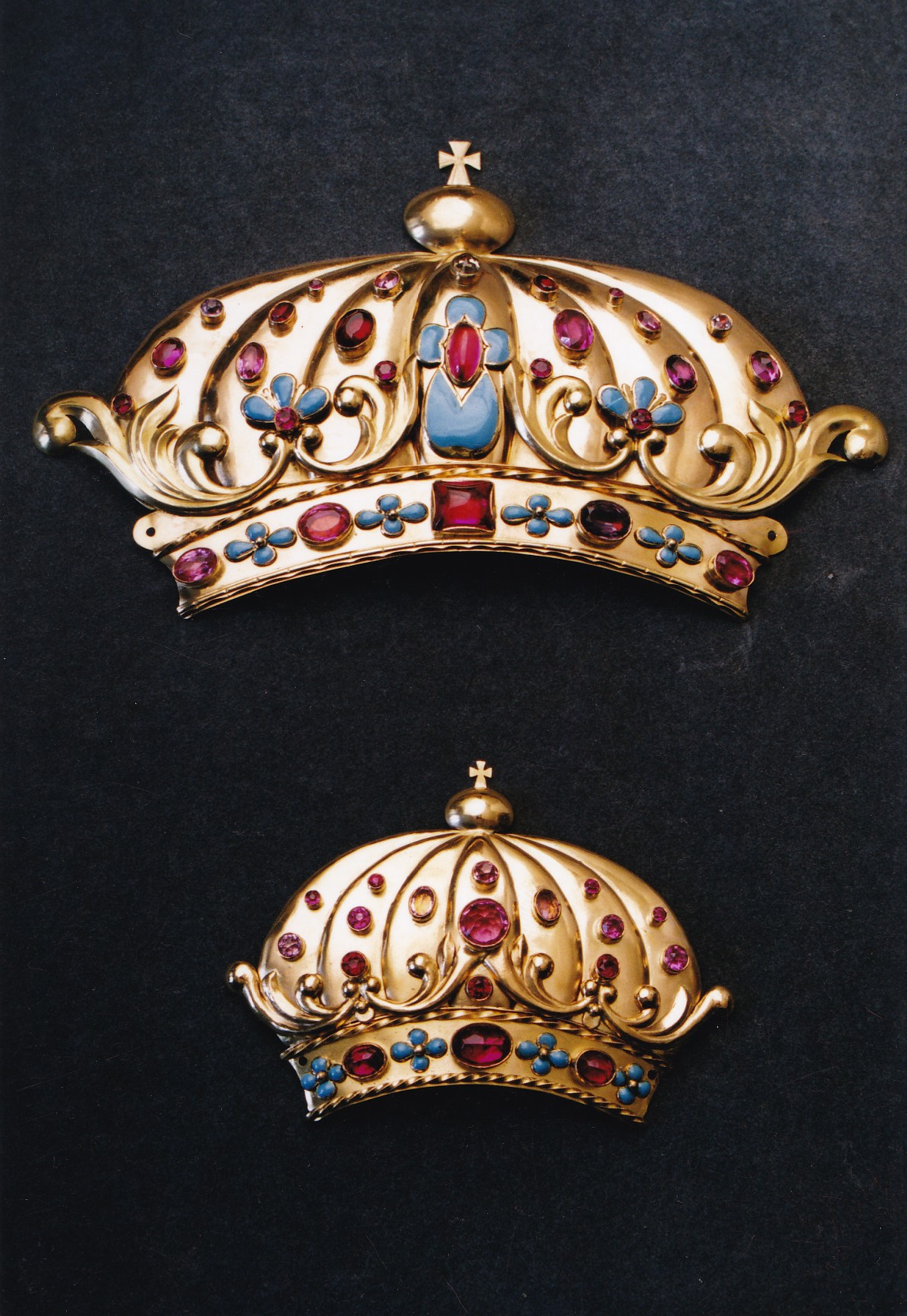
Відтворені Станіславом Вольським корони до Теребовлянської ікони

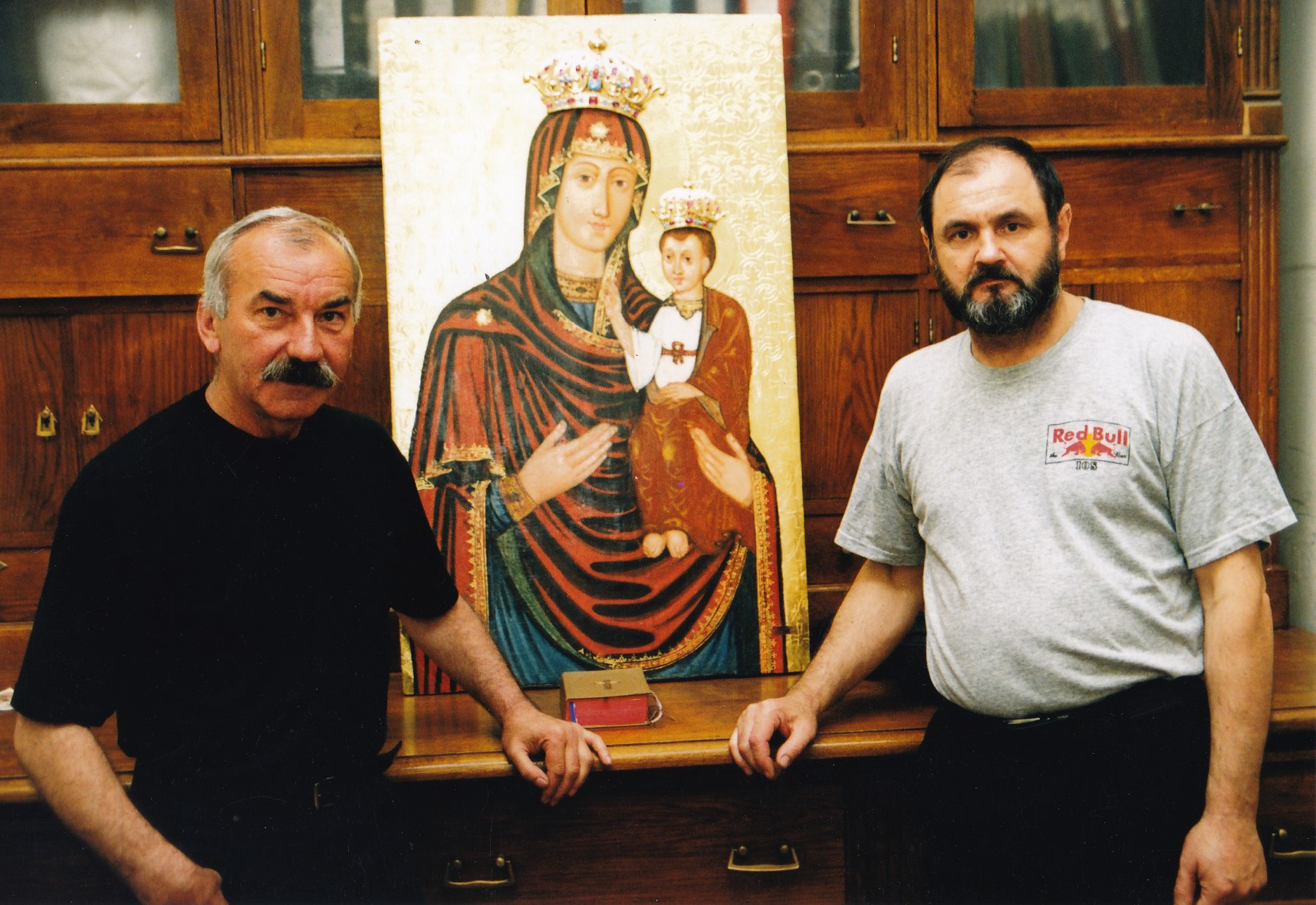
Ярослав Мовчан та Станіслав Вольський поруч з реставрованою ними Теребовлянською іконою

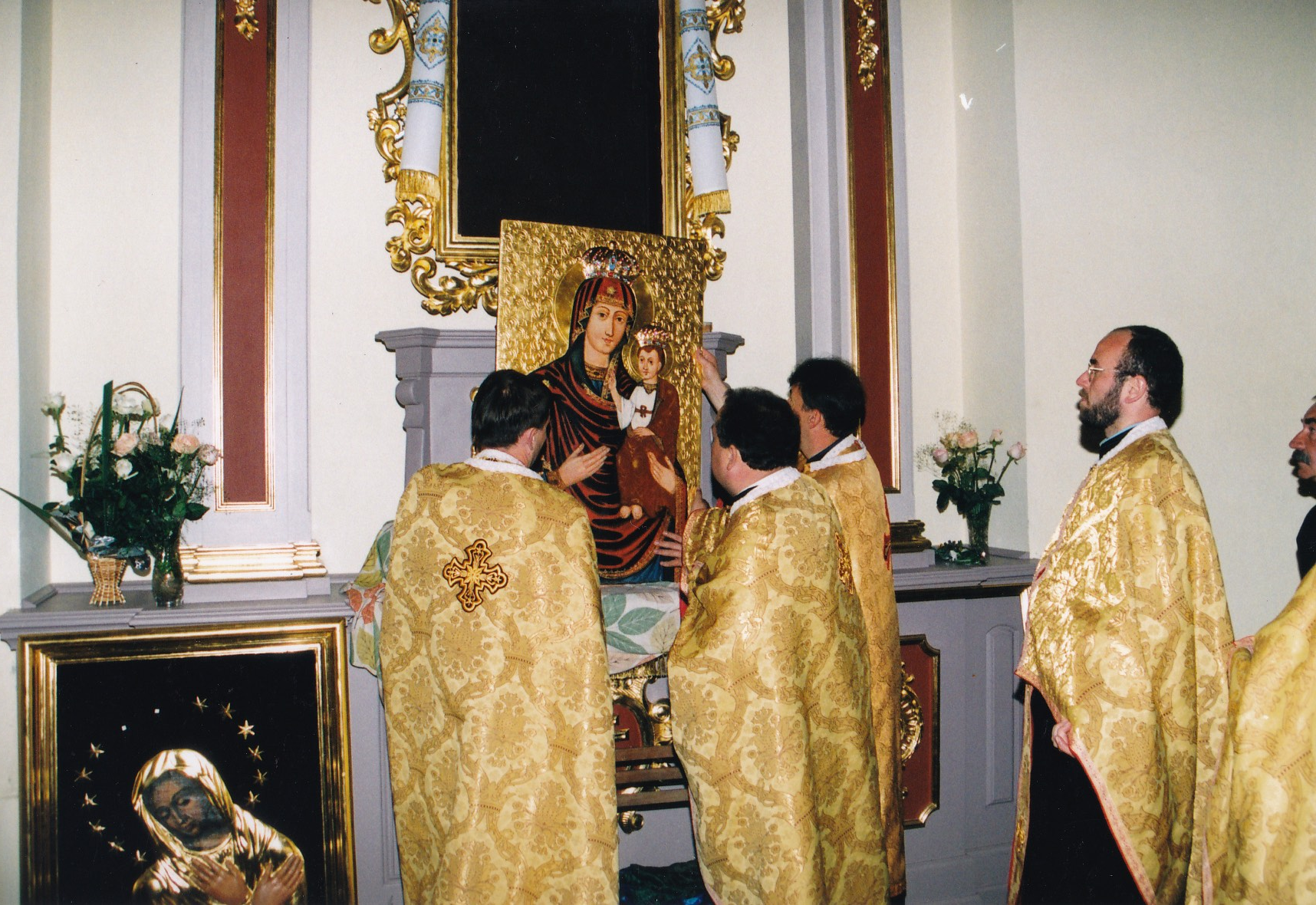
Священнослужителі вкладають Теребовлянську ікону у раму в Архикатедральному соборі св. Юра у Львові

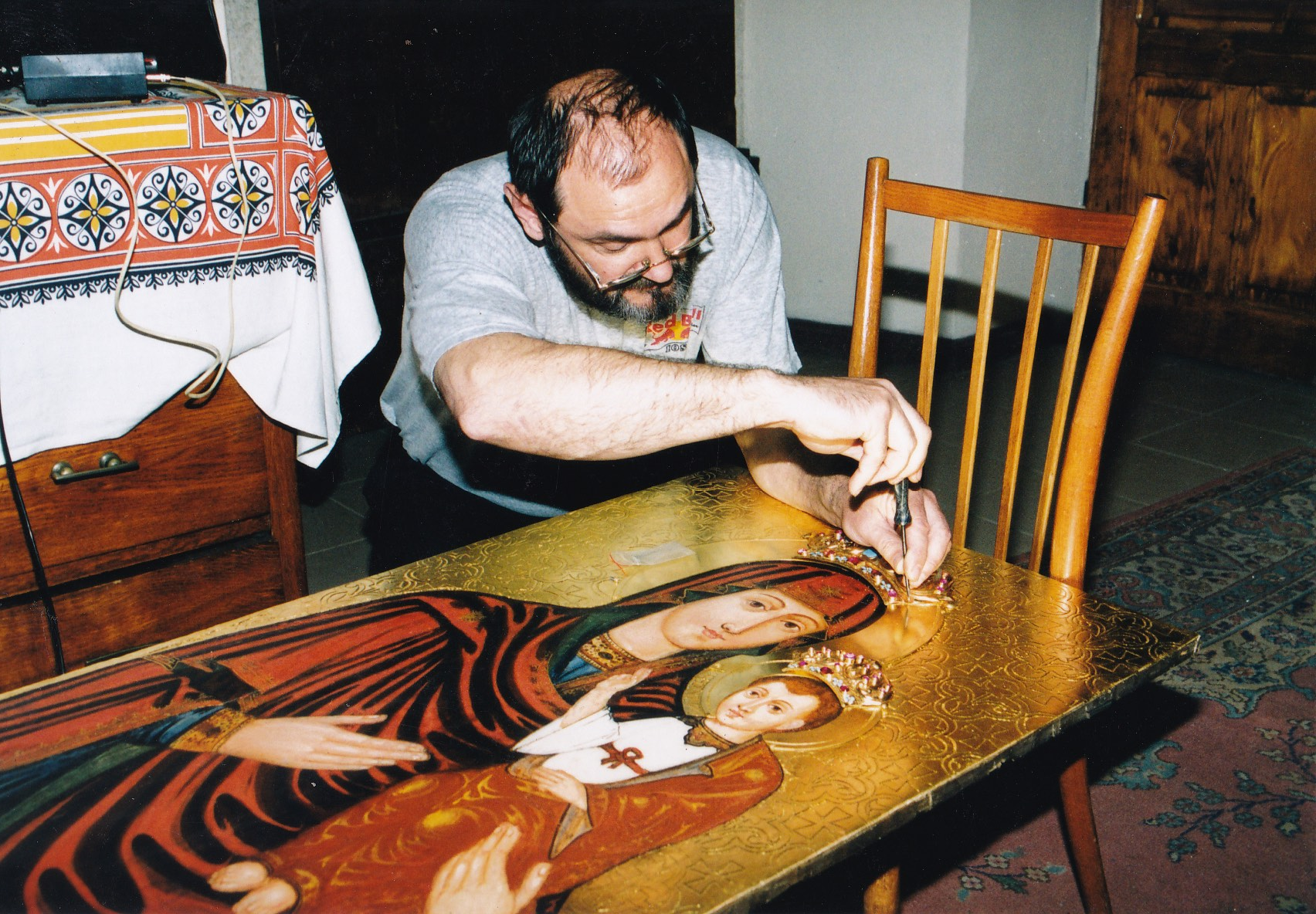
Станіслав Вольський монтує корони на Теребовлянській іконі

У 2000 р. Ярослав Мовчан та Данило Мовчан реставрували Теребовлянську ікону. Фахівці датували ікону XVII століттям.
Корони на момент реставрації були відсутні на іконі. Тому постало завдання відтворити корони по графічному зображенню. Відтворенням корон зайнявся відомий львівський ювелір та емальєр Станіслав Вольський. Корона була виготовлена з високопробного золота, також, застосовані камені та гарячі емалі.
Дослідники виявили підтвердження тому, що ікона справді плакала.

## Місцезнаходження

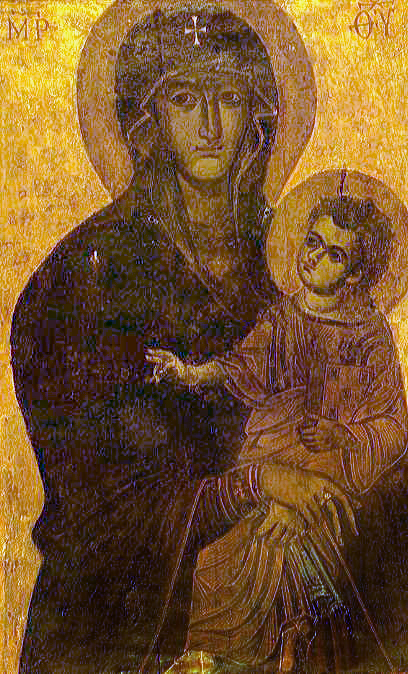
Ікона «Salus Populi Romani» (Спасіння римського народу) з базиліки Санта-Марія-Маджоре в Римі. Дослідники підкреслюють її схожість з Теребовлянською Чудотворною Іконою Божої Матері
(Матері Божої Милостивого Захисту)

Першим місцем перебування чудотворної ікони була монастирська церква василіянської чернечої обителі Преображення Господнього в с. Підгіряни (Підгора), що за два км від Теребовлі.
З 1673 р. чудотворна ікона Божої Матері знаходилася в теребовлянській міській церкві Св. Миколая. Перші згадки про церкву святого Миколая датовані 1614 р. Це був унікальний зразок оборонної культової споруди із закритим бойовим ярусом. Церква мала два куполи під білою бляхою і третій малий, критий ґонтою. У храмі був великий вівтар старовинної різьбярської роботи з образом Матері Божої на дереві, з гарними шатами, золотими та срібними оздобами (до 1939 р. ікону закривала блакитна завіса, яку відкривали на храмове свято, а також при шлюбі). Донині в церкві святого Миколая зберігається копія цієї ікони.
У 1674 р., зважаючи на близькість Теребовлі до Кам'янця-Подільського, звідкіля турки здійснювали свої численні грабіжницькі напади на галицькі землі, за рішенням єпископа Йосифа Шумлянського Теребовлянську чудотворну ікону Пресвятої Богородиці врочисто перенесли до Львівського архикатедрального собору Св. Юра. З часом для ікони побудували окрему каплицю Покрови Пресвятої Богородиці, де її примістили на гарно облаштованому престолі. Нині Теребовлянська ікона Пресвятої Богородиці знаходиться в Архікатедрі Св. Юра, в кіоті під склом при південній (лівій) стіні нави. На ній — срібна позолочена карбована шата справлена ігуменом о. Діонісієм Олександровичем у 1718 р.
Теребовлянські священики не раз намагалися повернути образ Перчистої Діви Марії назад у Теребовлю:
|  | Дослідник Василіянських монастирів у Галичині др. Петрушевич у своїй «Сводной галицко-русской лътописі» зазначає, що єпископ Й. Шумлянський, перенісши чудотворний образ до Львова, тут же назначив ігумена Підгорянського Святоспаського монастиря Діонизія Олександровича почесним охоронцем цього найбільшого скарбу теребовельської землі у стольнім городі Лева. Очевидно такий хід мав «заспокоїти» теребовлянського ігумена, який дуже боляче сприйняв акцію перенесення чудодійної ікони до Львова. Цей біль по втраті реліквії не згасав у нього до самої смерті, про що засвідчує заповіт Д.Олександровича, складений ним перед кончиною у 1718 р., де він зобов'язує свого наступника, відомого обновника під горянської обителі, архідиякона Парфенія Ломиковського повернути ікону Богоматері на її законне місце у Теребовлі. У цьому ж документі ігумен повідомляє, що він справив для ікони срібну позолочену шату. Заповіт Д. Олександровича був зареєстрований і внесений до книг гродських теребовельських у році 1723. Керуючись цим заповітом, усі спадкоємці монастирського ігумена о. Діонизія доклали немало зусиль для повернення своєї святині до Теребовлі. Один з них — Олімпій Ангелович у 1774 році навіть здійснив об'їзд різних місцевостей своєї провінції з маніфестом для збору підписів за повернення ікони. До цієї акції підключився і парох церкви св. Миколая о. Микола Римбала — представник славної священицької династії Римбалів у Теребовлі. В листі від 15 січня 1775 року, внесеному в теребовельські гродські книги, він засвідчує, що ікона Богоматері була колись власністю його предків і об'явилася вона у 1663 році у світській церкві (мається на увазі парафіяльна церква св. Миколая), парохом якої був тоді о. Григорій Римбала. |

Проте після смерті отця Римбали та продажу Підгорянського монастиря Австрійською владою, спроби повернути чудотворний образ Теребовлянської Богоматері фактично припинилися.
Також теребовлянці покладали надії на повернення реліквії в 1997 році, коли місто святкувало 900-ліття від першої згадки в Іпатіївськім літописі, проте сподівання були марними.

## Коронація

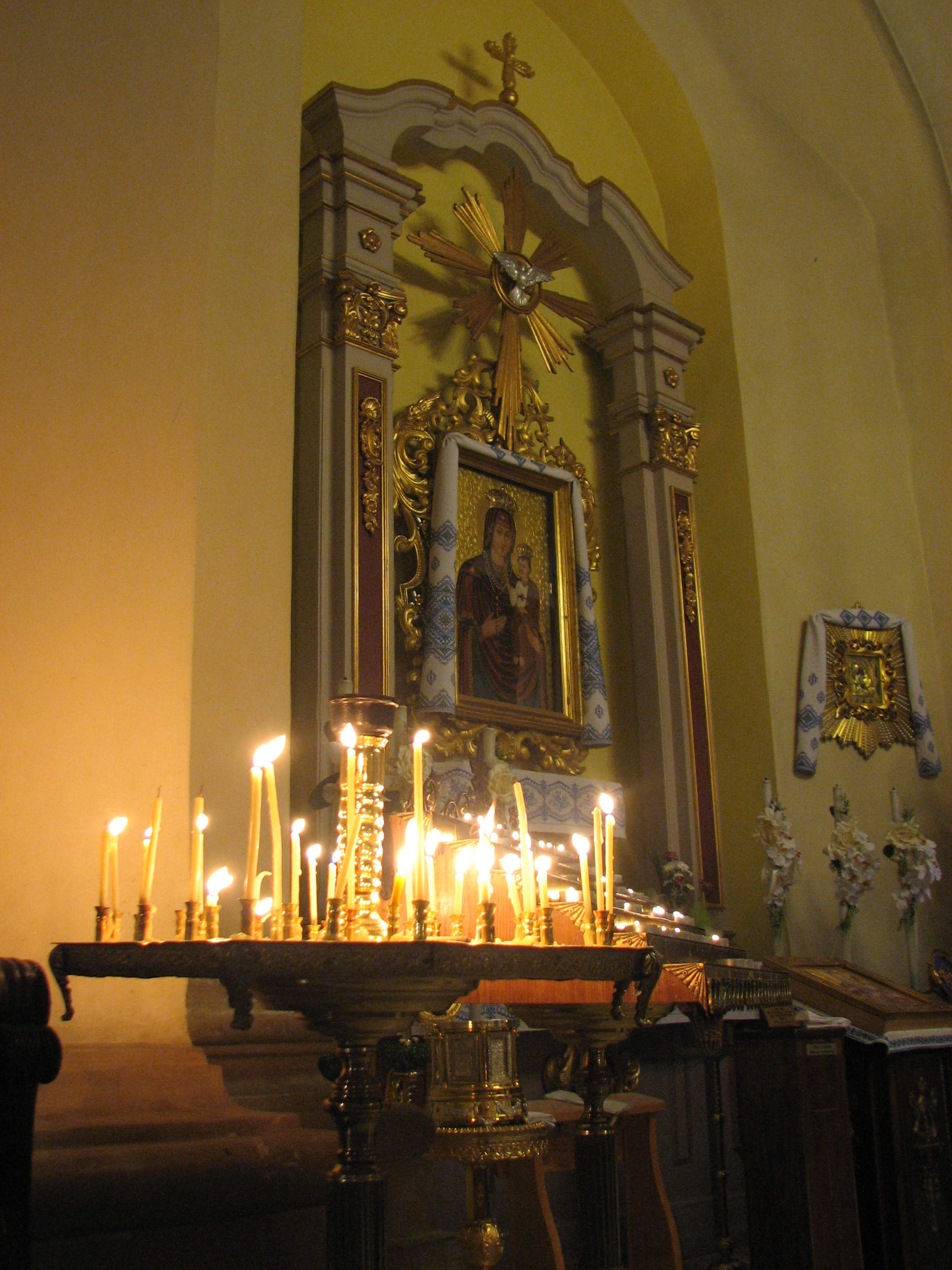
Архикатедральний Собор Святого великомученика Юрія УГКЦ. Теребовлянська Чудотворна Ікона

25 червня 2001 року ікону Теребовлянської Богородиці короновано Папою Іваном Павлом ІІ під час офіційного візиту до Львова

## Цікаві факти
|  | У 1770 році Шептицький, греко-католицький єпископ, для відвороту пошесті, яку принесли до Польщі росіяни, що виступили проти барських конфедератів, відбув із цією іконою урочисту процесію. Ікона намальована на дереві, подібна до ікони «Salus Populi Romani» (Спасіння римського народу) з базиліки Санта-Марія-Маджоре в Римі (укр.)Оригінальний текст (пол.) R. 1770 Szeptycki, biskup unicki, dla uproszenia odwrócenia zarazy, jakową przynieśli do Polski Moskale, występujący przeciw konfederatom barskim, odbył z tym obrazem uroczystą procesyę. Obraz malowany na drzewie, podobny do obrazu w Rzymie N. M. P. Śnieżnej, Mariae Majoris. |